# Peisaj după bătălie
Peisaj după bătălie este un film din 1970 regizat de Andrzej Wajda.

## Distribuție
- Daniel Olbrychski - Tadeusz
- Stanisława Celińska - Nina
- Aleksander Bardini - profesorul
- Tadeusz Janczar - Karol
- Zygmunt Malanowicz - preotul
- Mieczysław Stoor - ofițerul polonez
- Leszek Drogosz - Tolek
- Stefan Friedmann - țiganul
- Jerzy Oblamski - prizonier
- Jerzy Zelnik - comandantul american
- Małgorzata Braunek - nemțoaica din biserică
- Anna German - americanca
- Agnieszka Perepeczko - prietena Ninei
- Alina Szpak - prizoniera germană
- Józef Pieracki - bucătarul

## Aprecieri critice
Enciclopedia cinematografică germană Lexikon des internationalen Films descrie astfel acest film: „Pentru prizonierii polonezi din lagărele de concentrare „eliberarea” din 1945 nu înseamnă o libertate reală, ci internarea într-un alt lagăr: soarta lor s-a schimbat doar în cea de prizonieri mai «liberi». Filmul lui Wajda reușește o reconciliere autocritică cu trecutul polonez, cu reflecții amare și ironice asupra mentalității naționale și a slăbiciunii naturii umane. O descriere obsedantă și mereu convingătoare a detenției în lagărele de concentrare și a devastării psihologice rezultate de pe urma experimentării răutății umane, a foametei și a fricii de moarte. Accentul este pus pe un scriitor care nu se poate salva decât prin cinism, dar care își asumă la sfârșit riscul unei libertăți negarantate.”.